# Río Pinturas

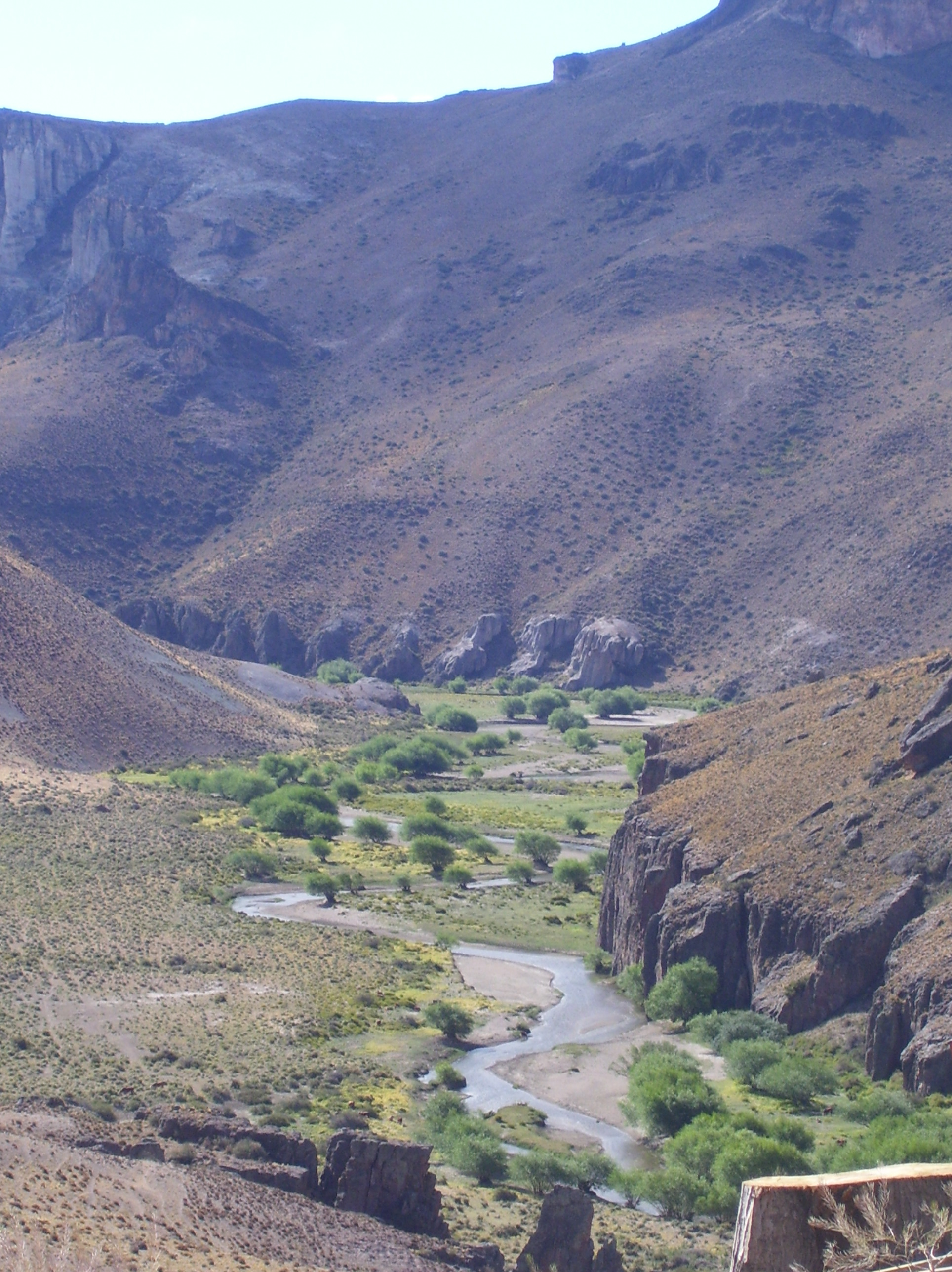
Río Pinturas

De Río Pinturas is een rivier in Argentinië. Bij de rivier ligt de archeologische locatie Cueva de las Manos, die op de UNESCO werelderfgoedlijst staat. De rivier is circa 150 kilometer lang en is een belangrijke tak van de Río Deseado.
De Río Pinturas ontspringt in de Andes op een hoogte van 2743 meter. Vanaf daar vloeit de rivier 100 kilometer naar het oosten en heeft hij de naam Río Ecker. Vervolgens buigt de rivier af naar het noorden richting de Río Deseado.